# Haltauf

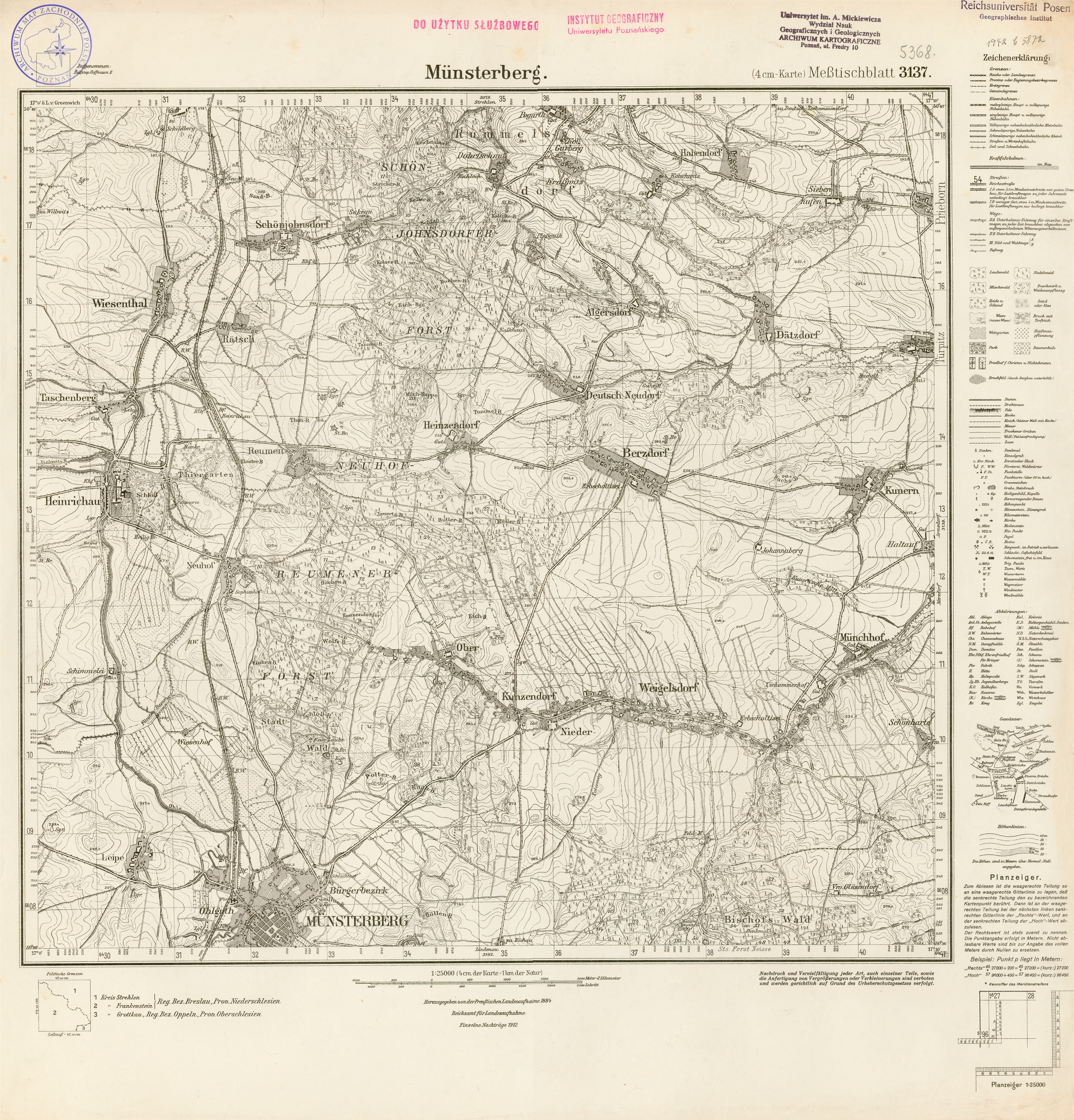
Karta över Slottet Kundern och godset Haltauf

Godset Haltauf tillhör slottet Kunern och ligger strax söder om staden Wrocław i Nedre Schlesien, Polen. Fram till 1945 tillhörde Schlesien Tyskland som egen delstat med Breslau (Wroclaw) som huvudstad.
Godset Haltauf tillhörde Slottet Kunern som var en del av godskomplexet Mittel-Schreibendorf vilket sedan 1730 ägdes av släkten von Gaffron und Oberstradam. Slottet ligger 5 km nordväst om Mittel-Schreibendorf. Slottet Kunern byggdes av Balle Marimilian von Gaffron und Oberstradam (1714-1774) tillsammans med hustrun Julianne Elisabeth von Lohenstein (1717-1746). Slottet utgör ett slottskomplex med ett samhälle/stad.